# Muleskinner
 (novembre 2023).
La mise en forme du texte ne suit pas les recommandations de Wikipédia : il faut le « wikifier ».
Les points d'amélioration suivants sont les cas les plus fréquents :
- Les titres sont pré-formatés par le logiciel. Ils ne sont ni en capitales, ni en gras.
- Le texte ne doit pas être écrit en capitales (les noms de famille non plus), ni en gras, ni en italique, ni en « petit »…
- Le gras n'est utilisé que pour surligner le titre de l'article dans l'introduction, une seule fois.
- L'italique est rarement utilisé : mots en langue étrangère, titres d'œuvres, noms de bateaux, etc.
- Les citations ne sont pas en italique mais en corps de texte normal. Elles sont entourées par des guillemets français : « et ».
- Les listes à puces sont à éviter, des paragraphes rédigés étant largement préférés. Les tableaux sont à réserver à la présentation de données structurées (résultats, etc.).
- Les appels de note de bas de page (petits chiffres en exposant, introduits par l'outil «  Source ») sont à placer entre la fin de phrase et le point final[comme ça].
- Les liens internes (vers d'autres articles de Wikipédia) sont à choisir avec parcimonie. Créez des liens vers des articles approfondissant le sujet. Les termes génériques sans rapport avec le sujet sont à éviter, ainsi que les répétitions de liens vers un même terme.
- Les liens externes sont à placer uniquement dans une section « Liens externes », à la fin de l'article. Ces liens sont à choisir avec parcimonie suivant les règles définies. Si un lien sert de source à l'article, son insertion dans le texte est à faire par les notes de bas de page.
- La présentation des références doit suivre les conventions bibliographiques. Il est recommandé d'utiliser les modèles {{Ouvrage}}, {{Chapitre}}, {{Article}}, {{Lien web}} et/ou {{Bibliographie}}. Le mode d'édition visuel peut mettre en forme automatiquement les références.
- Insérer une infobox (cadre d'informations à droite) n'est pas obligatoire pour parachever la mise en page.

Pour une aide détaillée, merci de consulter Aide:Wikification.
Si vous pensez que ces points ont été résolus, vous pouvez retirer ce bandeau et améliorer la mise en forme d'un autre article.
Muleskinner a été un supergroupe de bluegrass américain, circonstanciel et éphémère, actif en 1973, composé de Richard Greene (en) (violon), David Grisman (mandoline, chant), Bill Keith (banjo), Peter Rowan (en) (guitare, chant), Clarence White (guitare).

## À l'origine: un spectacle télévisé prévu avec Bill Monroe
Initialement, le groupe Muleslkinner s'est formé pour répondre à la demande d'une chaîne de télévision publique californienne qui cherchait de jeunes musiciens de bluegrass pour participer à une émission avec le « père du bluegrass » Bill Monroe, le 13 février 1973.
À l'initiative de Richard Greene (en), les musiciens se sont d'abord rassemblés pour soutenir le pionnier du bluegrass, mais ils ont fini par se produire seuls lorsque le bus de tournée de Bill Monroe est tombé en panne sur le chemin des studios de télévision. Les musiciens de Muleskinner ont dû jouer seuls toute la soirée, ce qui fut un succès. Un enregistrement de cette émission, que l'on croyait perdue, a été publié sous forme d'album en 1992, sous le titre: Muleskinner Live 63. Une cassette vidéo VHS de l'émission a également été publiée en 1992 et rééditée plus tard en DVD.

## Une nouvelle génération de musiciens
Bill Keith avait été le premier des musiciens du groupe à jouer avec Bill Monroe de mars à décembre 1963 , , . Il introduisit ensuite Peter Rowan (en), qui joua avec Bill Monroe d'octobre 1964 à janvier/1967, rejoint par Richard Greene (en) entre février 1966 et mars 1967. Dans les années soixante, Clarence White a longtemps joué du bluegrass avec les  Kentucky Colonels, avant de devenir membre des  Byrds. David Grisman a joué et enregistré comme mandoliniste bluegrass avec Red Allen et The Kentuckians. Il est également un aficionado reconnu de Bill Monroe, dont il a eu l'accord pour enregistrer un concert (avec la participation de Bill Keith) à Mechanics Hall (Worcester, Massachusetts) en novembre 1963. Il a même joué occasionnellement de la basse derrière Bill Monroe, accompagné de Peter Rowan et Bill Keith, lors d'une jam privée enregistrée au domicile de Tex Logan (en) dans le New Jersey (17 juin 1965).
Tous ces musiciens, expérimentés dans le domaine du bluegrass, se connaissent également pour avoir joué ensemble, de manière occasionnelle, ou au sein d'un groupe. Bill Keith et Clarence White ont joué ensemble au Festival de folk de Newport en juillet 1964.
Bill Keith et Richard Greene ont joué au début des années 60 ensemble avec Jim Kweskin and the Jug Band, et en 1969, ils font partie du groupe The Blue Velvet Band avec Jim Rooney et Eric Weissberg. De leur côté, Peter Rowan et David Grisman forment en 1967 un groupe de rock psychédélique : Earth Opera (en). Bill Keith est invité à jouer de la Pedal steel guitar sur le second (et dernier) album du groupe : The Great American Eagle Tragedy (en), publié en 1969. Après dissolution de ce groupe fin 1969, Peter Rowan rejoint Richard Greene, alors également membre du groupe de fusion americana Seatrain qu'ils quitteront ensemble en 1972. 
L'ensemble des musiciens de Muleskinner peut donc être décrit par deux caractéristiques principales. Premièrement, il est formé de musiciens bluegrass tous trentenaires (nés entre 1939 et 1945) mais déjà expérimentés et renommés. Tous proviennent de l'extérieur de la région d'origine du bluegrass (les Appalaches) et certains sont diplômés de l'Université. Deuxièmement, ils ne sont pas restés uniquement dans le circuit de cette musique et ont tous participé à des groupes de musique plus progressiste, dans le sillage du Folk rock, qui a suivi le mouvement du Renouveau de la musique folk aux États-Unis (Folk Revival), auquel ils avaient participé autour du fondateur du Bluegrass, Bill Monroe, introduit auprès de ce nouveau public par le mandoliniste et folkloriste Ralph Rinzler (en). Ils représentent un renouvellement générationnel pour ce champ musical.
Leur participation à l'émission a connu un tel succès auprès des fans de bluegrass que le groupe s'est vu proposer un contrat pour un album par Warner Brothers (enregistré du 27 mars au 14 avril 1973) ; mais la bande originale de l'émission elle même, diffusée sous le manteau à la fin des années 1970, n'a été publiée que 25 ans plus tard, en 1994.

## Muleskinner Live
La performance initiale du groupe Muleskinner a été enregistrée en public au studio de télévision KCET, à Hollywood le 13 février 1973. Richard Thompson évoque cet évènement dans une chronique anniversaire (50 ans) publiée le 13 février 2023 dans la revue spécialisée Bluegrass Today et propose une revue du CD et de la video issus de cet enregistrement.

« Le 13 février 1973, Muleskinner - le premier super groupe de musique bluegrass - a fait ses débuts lors de ce qui fut le premier concert de musique bluegrass télévisé à l'échelle nationale. L'émission devait servir de vitrine à Bill Monroe et aux Blue Grass Boys. Cependant, en raison d'une panne de bus, les Bluegrass Boys n'ont pas pu se rendre au studio de la chaîne KCET-TV à Hollywood, en Californie.
Les anciens Blue Grass Boys Richard Greene (violon), Bill Keith (banjo) et Peter Rowan (chant, guitare), rejoints par David Grisman (chant, mandoline), Clarence White (chant, guitare) et Stuart Schulman (basse) ont pris la relève, et c'est ainsi que le groupe Muleskinner a vu le jour »

— Richard Thompson, Bluegrass Today, 13 février 2023.
Dans les notes de l'album studio, Peter Rowan (en) rappelle le contexte : « Richard nous a invités (moi, Clarence, David, Bill) à participer à un programme télévisé pour KCET à Hollywood avec Bill Monroe et les Bluegrass Boys comme une sorte d'émission le père du Bluegrass et ses chansons. Le bus de Bill (Monroe) est tombé en panne à Stockton, en Californie, et nous avons dû nous débrouiller seuls pour faire l'émission. »
En 1991, une partie (9 titres) de cette performance, qualifiée de « révolutionnaire » par Richard Thompson, a été diffusée à l'origine sur PBS en septembre 1973. Puis, c'est cette sélection de 30 minutes qui a été mise ensuite à la disposition du public par Sierra Home Video (SHV 1001) le 22 avril 1991.
Lors de sa sortie ultérieure en CD, les quatre titres du concert qui avaient été omis sur la vidéo (Goin' To The Races ; Eighth Of January ; I Am A Pilgrim ; et Sittin' Alone In The Moonlight - où la chanteuse folk & blues Maria Muldaur chante en harmonie avec Rowan), ont été inclus (Live - Original Television Soundtrack - Sierra OXCD-6001).

### Titres
| No  | Titre                                            | Durée |
| --- | ------------------------------------------------ | ----- |
| 1.  | New Camptown Races (Frank Wakefield)             | 2:53  |
| 2.  | Dark Hollow (Bill Browning)                      | 2:34  |
| 3.  | Land of the Navajo (Peter Rowan)                 | 5:49  |
| 4.  | Blackberry Blossom (instrumental) (Trad.)        | 2:32  |
| 5.  | Knockin' on Your Door (Edd Mayfield)             | 2:08  |
| 6.  | Opus57 in G Minor (instrumental) (David Grisman) | 2:03  |
| 7.  | Red Rocking Chair (Trad.)                        | 3:25  |
| 8.  | Going to the Races (Trad.)                       | 1:56  |
| 9.  | Eighth of January (Trad.)                        | 2:44  |
| 10. | I Am a Pilgrim (Trad.)                           | 4:51  |
| 11. | The Dead March (Bill Monroe)                     | 2:41  |
| 12. | Sitting Alone in the Moonlight (Bill Monroe)     | 2:42  |
| 13. | Orange Blossom Special (Ervin T. Rouse)          | 4:44  |

## A Potpourri of Bluegrass Jam
Album Studio de Muleskinner, produit par Richard Greene et Joe Boyd.
Muleskinner est le premier et seul album studio du groupe éponyme de bluegrass progressif. À la suite du succès de leur apparition improvisée dans l'émission télévisée du 13 février 1973, le groupe s'est vu proposer un contrat d'enregistrement par Warner Bros. Les sessions d'enregistrement de l'album ont eu lieu au Record Plant de Los Angeles entre le 27 mars et le 14 avril 1973, avec Richard Greene et Joe Boyd à la production. L'album est sorti dans la seconde moitié de l'année 1973 et est aujourd'hui considéré par les critiques comme un jalon dans le développement du bluegrass progressif, avec les anciens membres du groupe, Greene, Keith, Grisman et Rowan, qui sont tous devenus des figures importantes dans le développement ultérieur de ce genre. L'album a été réédité par Ridge Runner en 1978 et réédité sur disque compact en 1994 sous le titre A Potpourri of Bluegrass Jam, qui était la bannière de la couverture de l'album original.
Personnel
- Peter Rowan (en) – vocals, guitar
- Bill Keith – banjo, pedal steel
- Clarence White – acoustic guitar, electric guitar, vocals
- Richard Greene (en) – violin, vocals
- David Grisman – mandolin, vocals
- John Guerin – drums
- John Kahn – bass

### Titres
| No  | Titre                                                                                              | Durée |
| --- | -------------------------------------------------------------------------------------------------- | ----- |
| 1.  | Muleskinner Blues (Clarence White : guitare électrique) (Rodgers, Vaughn)                          | 3:16  |
| 2.  | Blue And Lonesome (Clarence White : guitare électrique ; Bill Keith : pedal steel guitar) (Jacobs) | 3:18  |
| 3.  | Footprints In The Snow (Miller, Elliott)                                                           | 3:34  |
| 4.  | Dark Hollow (Browning)                                                                             | 2:48  |
| 5.  | Whitehouse Blues (Trad.arr.Greene)                                                                 | 2:18  |
| 6.  | Opus57 in G Minor (instrumental) (Grisman)                                                         | 2:26  |
| 7.  | Runways Of The Moon (Rowan)                                                                        | 4:23  |
| 8.  | Roanoke (Trad.)                                                                                    | 1:49  |
| 9.  | Rain and Snow (Trad.arr.Rowan)                                                                     | 4:10  |
| 10. | Soldier's Joy (instrumental, Clarence White lead guitare) (Trad.arr.White)                         | 2:15  |
| 11. | Blue Mule (Rowan)                                                                                  | 4:28  |

La critique de Peter Relic pour le magazine Rolling Stone souligne que l'unique enregistrement studio de Muleskinner « reste une référence pour les amateurs de bluegrass et les fans des Byrds ». Selon lui, si cet album met en vedette les piliers Bill Keith au banjo et David Grisman à la mandoline, « l'ancien guitariste des Byrds, Clarence White est le noyau en fusion du disque ».

## Décès de Clarence White et fin du groupe
Avec cet album, il n'y aura qu'une poignée de concerts. Dès le printemps 1973, David Grisman, Peter Rowan, Richard Greene (bientôt remplacé par Vassar Clements) et le bassiste John Kahn, avaient formé sur la côte ouest un autre groupe occasionnel : Old and in the Way, avec Jerry Garcia, le guitariste du Grateful Dead, au banjo, alors que Bill Keith est engagé avec Eric Weissberg comme sidemen par Judy Collins.
De son côté, Clarence White et son frère Roland White (en) reforment brièvement les Kentucky Colonels pour quelques concerts en Europe et aux USA. Mais à la suite d'un concert, Clarence White, est renversé par un conducteur ivre, alors qu'il chargeait du matériel dans leur voiture à Palmdale, en Californie. Il décède le 15 juillet 1973, à la suite de cet accident. Muleskinner ne s'est plus jamais produit.